# Strépetove
Strépetove (en (ucraïnès): Стрепетове, en rus: Стрепетово) és un poble de la República Autònoma de Crimea, a Ucraïna, que el 2014 tenia 419 habitants. Pertany al districte de Nijnegorski. Fins al 1948 la vila es deia Djalaïr-Txotí.